# Hứa Quân (Bắc Tống)
Hứa Quân (chữ Hán: 許均, ? – 1007), người phủ Khai Phong , tướng lĩnh đầu đời Bắc Tống trong lịch sử Trung Quốc.

## ThờiTống Thái Tổ
Cha Hứa Quân là Hứa Mạc, được làm đến Thái thường bác sĩ.
Giữa niên hiệu Kiến Long (960 – 963), Quân ứng mộ làm lính Long Tiệp , tham gia đánh Liêu, nhờ công được bổ làm Võ kỵ Thập tướng, ban áo gấm, đai bạc.
Giữa niên hiệu Khai Bảo (968 – 976), Quân được thăng làm Võ kỵ Phó binh mã sứ; theo Tào Bân đánh Nam Đường, soái binh chiếm thủy trại, bị tên lạc xâu qua bàn tay. Sau đó Quân được đổi về bản quân làm Binh mã sứ, tham gia đánh Bắc Hán, tấn công thành Long Châu, trèo lên đầu tiên, chiếm được thành nhưng phải chịu 8 vết thương. Quân được thăng làm Phó chỉ huy sứ, trước sau nhiều lần được ban thưởng. Quân ra đồn trú Hàng Châu; gặp lúc nhà sư Thiệu Luân kết đảng nổi loạn, ông theo Tuần kiểm sứ Chu Oánh bắt giết hết bọn chúng.

## ThờiTống Thái Tông
Đầu niên hiệu Đoan Củng (988 – 989), Quân được bổ làm Chỉ huy sứ. Quân theo Lý Kế Long, Tần Hàn đi Hạ Châu, bắt Triệu Bảo Trung (tức Lý Kế Phủng), nhận lệnh soái binh phòng giữ hắn ta. Quân được đổi làm Long Vệ Đệ tứ Chỉ huy sứ, ít lâu sau đồn trú Hạ Châu, người Đảng Hạng xâm phạm, một ngày đánh 12 trận, đuổi được. Quân lại theo Thạch Phổ đánh người Đảng Hạng ở Ngưu Lan trại thuộc Nguyên Châu, thâm nhập, bắt được bò cừu, nô lệ người Hán rất nhiều. Phổ dâng biểu khen công của Quân, nên ông được thăng làm Đệ tam quân Chỉ huy sứ.

## ThờiTống Chân Tông
Đầu niên hiệu Hàm Bình (998 – 1003), Quân giữ quan Ngự tiền Trung tá Mã quân Đô quân đầu đi thú Tần Châu. Gặp lúc Vương Quân nổi dậy ở Thành Đô, Quân nhờ trạm dịch đưa đến Thục, ở dưới quyền Lôi Hữu Chung, giữ cửa Ngư Kiều, rồi theo Tần Hàn truy sát đồng đảng nghĩa quân ở Quảng Đô, thu hàng hơn 7000 người. Trều đình dùng trạm dịch triệu Quân về thụ quan Đông tây ban Đô ngu hầu, lĩnh chức Thuận Châu thứ sử.
Năm thứ 5 (1002), Quân dần được thăng đến Tán viên Đô ngu hầu. Chân Tông từng triệu kiến Quân, hỏi thăm tình hình vùng biên mặt bắc, ngay hôm sau cho ông thật bái làm Từ Châu thứ sử, Thâm Châu binh mã kiềm hạt. Năm thứ 6 (1003), Quân được làm Kính Châu trú bạc bộ thự; vài tháng sau, được làm Tri Trấn Nhung quân. Quân từng ra ngoài tuần tra, đến Mộc Hạp khẩu thuộc Lũng Sơn; Chân Tông cho rằng ông vô cớ rời thành, lo lắng ông gây ra việc cướp bóc rồ dại, giáng chiếu thư răn đe. Ít lâu sau triều đình cho rằng Quân cai trị không minh bạch, dùng Tào Vĩ thay thế, dời ông làm Bân Châu trú bạc bộ thự, rồi đổi làm Vĩnh Hưng quân bộ thự. Chân Tông sắp đi Thiền Uyên ký kết minh ước với nước Liêu, giáng chiếu cho Quân và Tri phủ Hướng Mẫn Trung với Tri Phượng Tường phủ Lương Đỉnh cùng làm Đề tổng chư châu Tuần kiểm bộ đạo sự; Quân đến Hà Dương, được triệu vào hành tại.
Bấy giờ kẻ tên Vương Trường Thọ, vốn là lính đào ngũ, có sức mạnh, nhiều mưu kế, tụ tập hơn trăm đồ đảng, đến Trần Lưu cướp bóc, dân huyện bắt hắn không được, triều đình điều thêm binh, đuổi hắn đến khoảng Thiền, Bộc. Gặp lúc quân Liêu nam hạ, dân chúng ven Hoàng Hà rối loạn, người hưởng ứng Vương Trường Thọ ngày càng nhiều, từ đó trở thành nỗi lo. Quân đến Tạc Thành, Vương Trường Thọ cùng đồ đảng hơn 5000 người tiến vào huyện để cướp bóc, bộ hạ của ông trần vai áo, cầm binh khí giao đấu với loạn quân. Quân vừa đánh vừa dụ, bắt sống Vương Trường Thọ, tiêu diệt tất cả loạn quân. Chân Tông cho rằng đương lúc kháng Liêu, chưa muốn thưởng công bắt cướp của Quân. Năm sau, Quân được xét công lao, cất nhắc làm Đoàn luyện sứ ở bản châu. Ít lâu sau, Quân được ra làm Tri Đại Châu.
Mùa thu năm Cảnh Đức thứ 4 (1007), Quân có bệnh, triều đình lấy Mễ Duệ thay thế, nhưng Duệ chưa đến thì ông đã mất. Triều đình lục dụng con trai Quân là Hứa Hoài Trung làm Phụng lễ lang, Hứa Hoài Tín làm Thị cấm. Con trai nhỏ của Quân là Hứa Hoài Đức trở thanh danh tướng chống Tây Hạ, sử cũ có truyện riêng.